# Mathieu Galdi
Matteo Angelo Galdi ou Mathieu Galdi, né à Coperchia (it) le 5 octobre 1765 et mort à Naples le 31 octobre 1821, est un homme politique italien.

## Biographie
Avocat, des persécutions politiques l'obligent à se réfugier en France. Il y entre alors dans l'armée et sert comme Capitaine sous les ordres du général Bonaparte.
En 1796, il accepte une chaire de droit à Milan puis est nommé en 1799, ministre de la République cisalpine en Hollande. Il vit dix années à Bruxelles avant qu'en 1809, le roi Joachim Murat le nomme préfet puis chef de l’instruction publique du royaume de Naples.
Président de la Chambre des représentants (1820), il y reçoit le serment du roi Ferdinand.